# Luiz Fernando Reis
Luiz Fernando Reis (Rio de Janeiro, 16 de janeiro  de 1951) é um carnavalesco, professor de matemática e comentarista de carnaval brasileiro.

## Biografia
Se tornou notório nos anos 80, como carnavalesco da Caprichosos, quando a escola exibia enredos irônicos e bem-humorados, como: "Moça bonita não paga e E por falar em saudade...". Assinou por seis anos consecutivos o carnaval desta escola e ainda durante esse tempo, também foi carnavalesco da Unidos de Lucas, que participava do Grupo de Acesso das Escolas de Samba. no ano de 1988, foi convidado a ser carnavalesco da Imperatriz, que por pouco não e rebaixada para o acesso, devido a uma mudança no regulamento.  esteve nos anos de 1987 e 1988, na Santa Cruz e em 1989, assinou e desenvolveu o carnaval do Salgueiro e em dupla, com Flávio Tavares, comandou o desfile da Unidos da Tijuca.
Esteve em 1992, desenvolvendo o carnaval da União da Ilha e nos anos de nos anos de 1993 e 1994, retorna a Caprichosos e em 1995, na São Clemente. depois fez o Prêmio S@mba-net, que premia os Grupos de acesso do Carnaval Carioca, além de ter sido carnavalesco da Uraiti.
No ano de 2004 assinou o último carnaval da Inocentes da Baixada e convidado a ser comentarista de carnaval na Super Rádio Tupi e colunista dos sites Carnavalesco e Galeria do Samba, aonde tem uma coluna chamada Papo de Carnavalesco e tem um canal no youtube, chamado matemáticamuitofácil, que exibe vídeos de explicações matemáticas. 
Assinou contrato para desenvolver o desfile da Império da Zona Norte, ficando em segundo lugar, num enredo homenageando os Correios. ainda atuou em Porto Alegre. agora pela Embaixadores do Ritmo. em 2010, na sua terceira volta a Caprichosos estando como membro da Comissão de Carnaval o enredo E por falar em saudade, que foi desenvolvido pelo próprio em 1985. 
No ano de 2014, foi convidado a ser carnavalesco da escola de samba Matriz de São João e continuando na mesma no ano de 2015 retornou novamente a Caprichosos, no ano de 2017 e divide nesse ano, com a Matriz de São João, aonde está em sua segunda passagem.

## Carnavais
Abaixo, a lista de desfiles assinados por Luiz Fernando Reis.
| Ano  | Escola                | Colocação     | Divisão        | Enredo                                                                                |
| ---- | --------------------- | ------------- | -------------- | ------------------------------------------------------------------------------------- |
| 1981 | Cabuçu                | 5.º lugar     | Grupo 1B (RJ)  | De Daomé a São Luis, a pureza Mina Jêje                                               |
| 1982 | Caprichosos           | Campeã        | Grupo 1B (RJ)  | Moça bonita não paga                                                                  |
| 1983 | Caprichosos           | Hors concours | Grupo 1A (RJ)  | Um cardápio à brasileira                                                              |
| 1984 | Caprichosos           | 6.º lugar     | Grupo 1A (RJ)  | A Visita da Nobreza do Riso a Chico Rei, num Palco nem Sempre Iluminado               |
| 1984 | Unidos de Lucas       | 8.º lugar     | Grupo 1B (RJ)  | Dança Brasil                                                                          |
| 1985 | Caprichosos           | 5.º lugar     | Grupo 1A (RJ)  | E por falar em saudade                                                                |
| 1985 | Unidos de Lucas       | 5.º lugar     | Grupo 1B (RJ)  | Essa gente brasileira                                                                 |
| 1986 | Caprichosos           | 9.º lugar     | Grupo 1A (RJ)  | Brazil, não seremos jamais, ou seremos?                                               |
| 1987 | Santa Cruz            | 4.º lugar     | Grupo 2 (RJ)   | Quem Espera Só se Cansa                                                               |
| 1988 | Imperatriz            | 14.º lugar    | Grupo 1 (RJ)   | Conta Outra Que Essa Foi Boa                                                          |
| 1988 | Santa Cruz            | 5.º lugar     | Grupo 2 (RJ)   | Como se Bebe nessa Terra...!                                                          |
| 1989 | Salgueiro             | 5.º lugar     | Grupo 1 (RJ)   | Templo Negro em Tempo de Consciência Negra                                            |
| 1990 | Unidos da Tijuca      | 9.º lugar     | Especial (RJ)  | E o Borel descobriu, Navegar foi preciso                                              |
| 1992 | União da Ilha         | 10.º lugar    | Especial (RJ)  | Sou mais minha Ilha                                                                   |
| 1993 | Caprichosos           | 13.º lugar    | Especial (RJ)  | Não existe pecado do lado de cá do Túnel Rebouças                                     |
| 1994 | Caprichosos           | 10.º lugar    | Especial (RJ)  | Estou amando loucamente uma coroa de quase 90 anos                                    |
| 1995 | São Clemente          | 17.º lugar    | Especial (RJ)  | O que é, o que é... que não é, mas será?                                              |
| 1999 | Uraiti                | 5.º lugar     | Grupo E (RJ)   | Uraiti não se aquieta... E oferece... Uma Feijoada Completa                           |
| 2001 | União de Vaz Lobo     | 5.º lugar     | Grupo E (RJ)   | Meu querido Vaz Lobo...é bairro,é raça,é samba,é união                                |
| 2004 | Inocentes da Baixada  | 10.º lugar    | Grupo A (RJ)   | Sorria... Sou Rio, sou carioca, sou Inocentes, sou Pan e serei Olimpíada              |
| 2009 | Império da Zona Norte | Vice-campeã   | Especial (POA) | Até Caminha já sabia...Mandou, chegou! Correios: eficiência e credibilidade.          |
| 2010 | Embaixadores do Ritmo | 4.º lugar     | Especial (POA) | Comemorar e Celebrar, Embaixadores Exalta seu Pavilhão e Festeja 60 Anos de Avenida   |
| 2010 | Caprichosos           | 7.º lugar     | Grupo A (RJ)   | E por falar em saudade (Reedição)                                                     |
| 2011 | Embaixadores do Ritmo | 8.º lugar     | Especial (POA) | A música, a mística, a fé, a lenda — Salve Jorge                                      |
| 2014 | Matriz de São João    | 9.º lugar     | Grupo D (RJ)   | Sou carnaval de outrora! Sou folião! Sou confete e serpentina! Sou Matriz de São João |
| 2015 | Matriz de São João    | 3.º lugar     | Série D (RJ)   | Sou Negro, Sou Raiz, Sou Raça, Sou Matriz                                             |
| 2017 | Caprichosos           | 11.º lugar    | Série B (RJ)   | Vamos quebrar tudo, só de sacanagem!                                                  |

## Títulos e estatísticas
| Divisão         | Campeonato(s) | Ano  | Vice | Ano | Terceiro | Ano |
| --------------- | ------------- | ---- | ---- | --- | -------- | --- |
| Segunda divisão | 1             | 1982 | -    | -   | -        | -   |

## Premiações
- Estandarte de Ouro

1. 1984 - Melhor enredo (Caprichosos - "A Visita da Nobreza do Riso a Chico Rei, num Palco nem Sempre Iluminado") [8]
2. 1986 - Personalidade Masculina [9]
3. 1986 - Melhor enredo (Caprichosos - "Brazil, não seremos jamais, ou seremos?") [10]